# План XVII
План XVII је био назив „шеме мобилизације и концентрације“ коју је француски Conseil Supérieur de la Guerre (мирнодопска титула француског  Grand Quartier Général) развио од 1912. до 1914. коју је спровела француска војска у случају рата између Француске и Немачке. План је био да мобилизација, концентрација и распоређивање француских армија омогући инвазију било на Немачку или на (неутралну) Белгију или на обе, пре него што Немачка заврши мобилизацију својих резерви истовремено са очекиваном руском офанзивом.
Француски генерали су спровели план од 7. августа 1914, са катастрофалним последицама по њихове армије, које су претрпеле пораз у бици на границама (7. август – 13. септембар) уз цену од 329.000 жртава. Француске армије (и Британске експедиционе снаге) у Белгији и северној Француској биле су присиљене да се повуку до реке Марне, где су у Првој бици на Марни (5–12. септембра) немачке армије биле поражене и присиљене да повући се до реке Ен, што је на крају довело до Трке ка мору.

## Позадина
Након пораза француске војске током Француско-пруског рата 1870-71, француска војска је усвајала нови баланс снага у Европи. Опасност од Немачког царства са друге стране Рајне, комбинована са губитком Алзаса и Лорена, значајно су ослабиле француску стратешку позицију.
У 1898, француски генерали усвојили су План XIV. Узимајући у обзир бројчану инфериорност француске армије, план је има дефанзивну стратегију дуж француско-немачке границе. Поред повећаног диспаритета у популацији постојао је и проблем резерве. Рат 1870-71 демонстрирао је способност немачких генерала да користе немачке путеве и пруге да снабдевају трупе и капацитет брзе мобилизације резерви и њихово распоређивање на линијама фронта. Док је француски генералски кор почињао да примењује лекцију коришћења пруга, питање коришћења резерви на линијама фронта није било решено. План XIV није узима у обзир резерве.
У 1903, План XIV је дао предност Плану XV. Још увек дефанзиван по свом карактеру, План XV је узимао у обзир резервне формације али у подређеној улози.
План XVI у марту 1909 узео је у обзир увећани ризик немачког напада преко Белгије, а модификовао га је генерал Жозеф Жофр у 1911.

## Детаљи и оправдање
Жофр је презентовао план XVII у 1913. За разлику од осталих планова, био је то план концентрације али није укључивао фиксну војну стратегију, која је остала флексибилна за дозвољавање офанзиве у Белгији или Лорени.

## План XVII у рату
Када је Немачка објавила рат у 1914, Француска је започела са извршавањем плана XVII у пет иницијатива, које су познате у Битка на границама:
1. Битка код Милхаузена - (7-10. август 1914)
2. Битка код Лорена - (14-25. август 1914)
3. Битка код Ардена - (21-23. август 1914)
4. Битка код Шарлоја - (21- август 1914)
5. Битка код Монса - (23-4. август 1914)

Немачка стратегија, Шлифенов план, укључивао је напад преко Белгије и северне Француске како би се заобишао Париз.
План XVII је имплементиран као офанзива у Алзас-Лорена. Немачка одбрана на овом делу показала се много бољом него што се то очекивало.
У само неколико недеља, Француска је била враћена на своје стратешке позиције уз огромне губитке. У међувремену Немачка је напредовала упркос великом отпору Белгије и преко северне Француске је Париз био угрожен. Сама чињеница да је немачки напад изгубио снагу и да Жофре је могао да се реорганизуеје унутар Француске, дали су Француској могућност да са својом савезницом Британијом заустави немачки напад на Марни.
Оригинални Шлифенов план је имао мало одбране у Алзас-Лорена у циљу да се одвуче Француска војска даље од Париза унутар Немачке, а онда да се окружи и уништи. У овом смислу неуспех Француског напредовања у Алзас-Лорена помогао је успеху на Марни и сигурно је да би француска позиција била много лошија да је било више успеха.